# Oßmaritz
Oßmaritz ist ein Ortsteil der Gemeinde Bucha im Südwesten des Saale-Holzland-Kreises, westlich von Jena, und Teil der Verwaltungsgemeinschaft Südliches Saaletal.

## Geschichte
Mit der slawischen Besiedlung der Saale-Ilm-Platte im 8. bis 10. Jahrhundert ist wahrscheinlich auch Oßmaritz entstanden. Urkundlich ist der Ort erst im Spätmittelalter nachweisbar. Die damalige Schreibweise Ossimbricz deutet auf einen deutsch-slawischen Mischnamen hin. Im Zuge des Landesausbaus dürfte der Ort in die Hände der Herren von Lobdeburg gekommen sein. Diese schenkten dem Stadtrat zu Jena das Dorf 1358 zum Unterhalt der Stiftung für Arme (Brückenhofsstiftung) im 1354 erstmals erwähnten Hospital St. Nicolai. Bestimmte Gerichtsbarkeiten blieben allerdings im Amt Burgau, wovon das älteste erhaltene Einwohnerverzeichnis aus dem ersten Drittel des 15. Jahrhunderts Zeugnis ablegt. Trotz der engen Bindung an Jena verblieb Oßmaritz mit weiteren Gerechtigkeiten im Amt Burgau. Oßmaritz wurde zu Beginn des 20. Jahrhunderts dem Landkreis Stadtroda zugeordnet. Im Zuge des Wüstwerdens des östlich von Oßmaritz liegenden Ortes Dürrengleina kam ein Teil dieser Flur zu Oßmaritz (heute Vorwerk Cospoth).
Mit Auflösung des Großherzogtums Sachsen ging Oßmaritz an das Land Thüringen, Landkreis Jena-Stadtroda. Ab 1952 gehörte Oßmaritz zum Landkreis Jena im Bezirk Gera und seit 1994 zum Saale-Holzland-Kreis. Mit der Einführung der Verwaltungsgemeinschaften innerhalb der Landkreise wurde Oßmaritz der Verwaltungsgemeinschaft „Südliches Saaletal“ zugeordnet. Am 17. September 1961 wurde Oßmaritz in die Gemeinde Bucha eingegliedert.

## Sehenswürdigkeiten
Eine der wenigen Sehenswürdigkeiten ist die kleine Dorfkirche St. Hubertus.